# Littérature mondiale (maison d'édition)

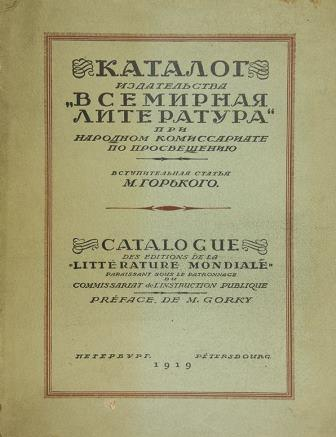
Couverture (bilingue français et russe) du premier catalogue des éditions de la Littérature mondiale (1919)

Les éditions de la Littérature mondiale (en russe : Всемирная литература) sont une maison d'édition relevant du Commissariat du Peuple à l'éducation créée en 1919 en république socialiste fédérative soviétique de Russie, à l'initiative Maxime Gorki, qui y participa activement. 

## Activité
Les éditions de la Littérature mondiale sont dirigées par  Alexandre Nikolaïevitch Tikhonov (ru).
Elles s'efforcent de publier les meilleures œuvres de la littérature mondiale du XVIIIe siècle au XXe siècle. Maxime Gorki fait le projet que :

« les livres publiés formeront une vaste chrestomathie historico-littéraire, qui donnera au lecteur l'occasion de connaitre en détail la naissance, la production et le déclin des  écoles littéraires, le développement de l'art du vers et de la prose, l'influence mutuelle des littératures des différentes nations et, de façon générale, tous les progrès littéraires dans leur déroulement historique. »

Dans les quelques années d'existence des éditions, jusqu'en 1924, des traductions anciennes ou nouvelles d'œuvres littéraires du monde entier ont ainsi été publié en Russie soviétique.
En outre, les éditions de la Littérature Mondiale ont publié des œuvres des littératures orientales. Elles ont publié également des œuvres de la littérature antique, dont le Satyricon de Pétrole et le roman grec Leucippé et Clitophon d'Achille Tatius. En tout, environ 120 volumes sont parus aux éditions de la Littérature mondiale.
En 1924, Ilia Ionov décide de la fermeture des éditions de la Littérature mondiale, qui sont absorbées par Lenguiz.